# Cartman mama újabb sötét titka
A Cartman mama újabb sötét titka (Cartman's Mom Is Still a Dirty Slut) a South Park című amerikai animáció sorozat 15. része (a 2. évad 2. epizódja). Elsőként 1998. április 22-én sugározták az Amerikai Egyesült Államokban. Az epizód a Cartman mama piszkos múltja című rész folytatása, Eric Cartman továbbra is apja valódi kilétét kutatja, néhány South Park-i felnőtt pedig csapdába esik egy épületben egy váratlan hóvihar miatt. Miután az előző részben valaki rálőtt Dr. Mephistora, a főszereplő gyerekek Séf bácsi segítségével kórházba viszik a tudóst.
Az epizódot Trey Parker írta és rendezte, a forgatókönyvíró David Goodman segítségével. Az epizódot eredetileg május 20-án sugározta volna a Comedy Central, de a bemutatót három héttel előbbre hozták, miután az áprilisi tréfának szánt Terrance & Phillip lukam nélkül soha című epizód felháborodást és tiltakozást váltott ki a rajongók körében.
Az epizód cselekményére utalások történnek a 14. évad 200 és 201 című részeiben, melyek újabb információkkal szolgálnak Cartman valódi apjának kiléte felől.

## Cselekmény
Amikor Dr. Mephisto bejelenteni készül, ki Eric Cartman vér szerinti apja, hirtelen áramszünet lesz, a szoba elsötétül és eldördül két lövés. Miután ismét helyreáll a világítás, a jelenlévők észreveszik, hogy valaki Mephistót lőtte meg. Séf bácsi megállapítja, hogy Mephisto még él, ezért a főszereplő gyerekekkel együtt gyorsan a kórházhoz siet, hogy megmentsék a tudós életét. A kórházban csupán Dr. Doctor és Manuál nővér tartózkodik (akinek nincsenek karjai), ők kezdenek el foglalkozni a sérülttel. Mindeközben egy hatalmas hóvihar készül kitörni.
Az America's Most Wanted stábja megjelenik a helyszínen, hogy epizódot készítsenek a rejtélyes gyilkossági kísérletről. Rekonstruálni akarják az eseményeket és ehhez szereplőválogatást tartanak, melyen az összes South Park-i felnőtt részt vesz. Mr. Garrison is szerepel a próbán, ahol önmagát alakítja, de elutasítják. A bűneset rekonstruálása közben egy fa rádől a távvezetékre és megszűnik az épület áramellátása, így az összes felnőtt a stúdióban reked. Jimbo csupán néhány percnyi fogság után arra a következtetésre jut, hogy meg kell enniük valakit, különben mind éhen halnak. Először a meghallgatáson Mephisto segédjét, Kevint alakító Eric Roberts-t áldozzák fel (mivel „Eric Robertsszel a kutya se törődik”), majd a South Park-iak sorban a többi stábtagot is megeszik. A kórházban is áramszünetet okoz a hóvihar, ezért a bent tartózkodók a vész elhárítása érdekében két csapatra oszlanak: az A csapat tagjai Eric Cartman, Stan Marsh, Kyle Broflovski, Séf bácsi, Dr. Doctor és Manuál nővér, míg a B csapat tagja Kenny McCormick. A B csapat, azaz Kenny feladata, hogy eljusson a tartalék generátorhoz és beindítsa azt, míg az A csapat tagjai egy biztonságos helyen tévét néznek és forró kakaót isznak, Dr. Doctor pedig adóvevőn tartja a kapcsolatot a B csapattal. Kennynek végig kell másznia egy csatornán, majd – elhárítva a kint garázdálkodó velociraptorok támadásait – be kell indítania a generátort (legnagyobb felháborodására később derül ki, hogy egy biztonságos és fűtött alagúton keresztül is mehetett volna).
A generátornál Kenny felfedezi, hogy nincsen összekötő drót, ezért élete feláldozásával egészíti ki az áramkört, megmentve a kórház betegeit, köztük Mephistót is. A tudós életben marad és elmeséli, hogy a bátyja minden hónapban (tisztázatlan okból) az életére tör és megpróbálja megölni. Az emberevés túlélői is kijutnak az épületből és együtt hallgatják, amint Mephisto bejelenti: Eric Cartman apja nem más, mint Liane Cartman, Cartman anyja. Mephisto magyarázata szerint Ms. Cartman ugyanis hermafrodita, tehát férfi és női nemi szervei is vannak; ezáltal teherbe ejtett egy nőt, aki megszülte Ericet. Végül felteszik az utolsó kérdést: „Ki Eric Cartman anyja?”. Cartman azonban már unja az ügyet, ezért nem feszegeti tovább ezt a kérdést.

## Produkció

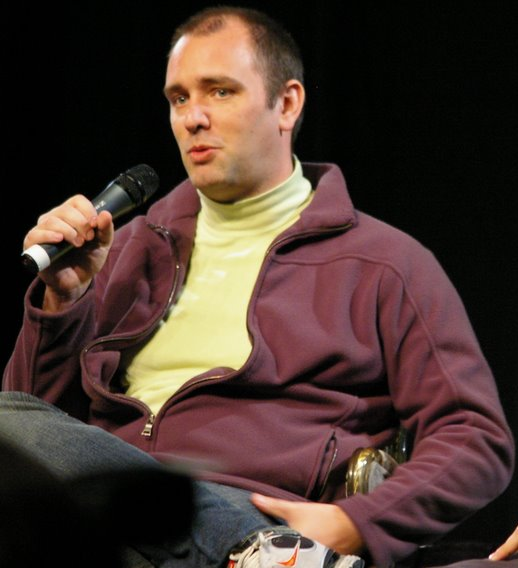
Az epizódot Trey Parker írta és rendezte

Az epizódot a South Park egyik megalkotója Trey Parker, illetve David Goodman írta, és szintén Parker rendezte. A Cartman mama újabb sötét titka – mely az USA-ban TV-MA besorolást kapott – 1998. április 22-én került először adásba a Comedy Centralon. Az epizód az első évad befejező részének, a Cartman mama piszkos múltja című epizódnak a cselekményvonalát folytatja.
Ez a rész eredetileg 1998. április 1-jén került volna adásba, négy héttel az előző epizód bemutatása után, de ehelyett Trey Parker és Matt Stone egy önálló epizódot készített a South Park két mellékszereplőjének, Terrance-nek és Phillipnek. A készítők célja a rajongók megtréfálása volt a Terrance & Phillip lukam nélkül soha című epizóddal. A feldühödött nézők azonban több mint kétezer tiltakozó e-mailt küldtek válaszul a Comedy Centralnak, a bemutatót követő egy hétben, és néhány rajongót hosszú évekre elhidegített a sorozattól ez a tréfa. A Cartman mama újabb sötét titka 1998. május 20-án került volna adásba, miután a Terrance és Phillip-epizódot bemutatták, de a premiert a dühödt visszajelzések miatt előrehozták 1998. április 22-re.
A 14. évad 200 című epizódjában hamisnak bizonyulnak az ebben az epizódban tett megállapítások: kiderül, hogy Eric Cartman „apja” mégsem Liane Cartman. A rákövetkező részben, a 201-ben fény derül arra, hogy Cartman valódi apja Jack Tenorman volt, Scott Tenorman apja, a Denver Broncos játékosa. Ironikus módon Jacket – feleségével együtt – Cartman ölette meg az ötödik évad Scott Tenormannak meg kell halnia című részében, hogy maradványait azután a gyanútlan Scott-tal etesse meg (akin Cartman bosszút akart állni, amiért Scott többször megalázta őt).

## Médiamegjelenés
1999. április 7-én a Cartman mama újabb sötét titka a South Park: Volume 7 című VHS-kazettán jelent meg, a Cartman mama piszkos múltja című résszel együtt. A Volume 7, a Volume 8 és a Volume 9 válogatáskazettákat együttesen adták ki, a Volume 8 A csirkebaszó és az Ike körülmetélése című részeket tartalmazza, a Volume 9-en pedig A töppedt ikerszarkómás ápolónő és A dél-Srí Lanka-i mexikóma béka című epizódok kaptak helyet.
A második évad epizódjai – Cartman mama újabb sötét titkával együtt – 2003. június 3-án jelentek meg DVD-n.

## Fordítás
Ez a szócikk részben vagy egészben  a   Cartman's Mom Is Still a Dirty Slut című angol Wikipédia-szócikk ezen változatának fordításán alapul.  Az eredeti cikk szerkesztőit annak laptörténete sorolja fel. Ez a jelzés csupán a megfogalmazás eredetét és a szerzői jogokat jelzi, nem szolgál a cikkben szereplő információk forrásmegjelöléseként.